# Lipotriches aenescens
Lipotriches aenescens är en biart som först beskrevs av Heinrich Friese 1912.  Lipotriches aenescens ingår i släktet Lipotriches och familjen vägbin. Inga underarter finns listade i Catalogue of Life.